# Uranyl(VI) chloride
Uranyl(VI) chloride, công thức hóa học: UO2Cl2 là một hợp chất hóa học không bền, có màu vàng tươi của urani. Nó tạo thành các tinh thể lớn giống như cát, có thể hòa tan nhiều trong nước, rượu và ete. Uranyl(VI) chloride tạo ra hai hydrat chính, UO2Cl2·H2O và UO2Cl2·3H2O, bị phân hủy khi có ánh sáng, một sự thật được Adolph Gehlen phát hiện vào năm 1804. Độ nhạy sáng này thường xuyên thu hút sự tò mò của giới khoa học và nhiều nỗ lực không thành công trong việc phát triển các ứng dụng nhiếp ảnh bằng cách sử dụng muối này. Giống như các muối uranic khác, hợp chất này cũng có tính huỳnh quang.
Uranyl(VI) chloride tạo thành khi cho khí clo đi qua urani(IV) oxit ở nhiệt độ cao. Tuy nhiên, nó thường thu được nhiều hơn bằng cách hòa tan urani oxit trong axit clohydric và làm bay hơi dung dịch.

## Tầm quan trọng trong công nghiệp
Công ty Indian Rare Earths Limited (IREL) đã phát triển một quy trình để chiết xuất urani từ các cồn cát ven biển phía Tây và phía Đông của Ấn Độ. Sau khi xử lý sơ bộ bằng máy tách từ cường độ cao và nghiền mịn, khoáng cát (được gọi là monazit), được trộn với xút ăn da ở khoảng 120 °C (248 °F; 393 K) và nước. Hydroxide thu được sẽ cho cô đặc rồi tiếp tục trộn với axit clohydric đậm đặc để hòa tan tất cả các hydroxide nói trên, tạo thành một dung dịch bao gồm các chloride của urani và các nguyên tố đất hiếm khác bao gồm thori. Dung dịch được chiết xuất dung môi với hệ dung môi kép để tạo ra uranyl(VI) chloride và thori(IV) oxalat. Dung dịch uranyl(VI) chloride thô sau đó được tinh chế thành amoni điuranat.

## Sức khỏe và môi trường
Uranyl(VI) chloride rất độc khi hít phải và nếu nuốt phải, gây tích lũy trong gan và thận. Nó là chất độc đối với các sinh vật sống dưới nước, và có thể gây ra những ảnh hưởng xấu lâu dài đến môi trường nước. Giống như tất cả các hợp chất của urani, nó có tính phóng xạ ở một mức độ phụ thuộc vào tỷ lệ đồng vị của nó.

## Hợp chất khác
UO2Cl2 còn tạo một số hợp chất với NH3, như UO2Cl2·2NH3 là chất rắn màu cam, UO2Cl2·3NH3 là chất vô định hình màu đỏ cam, UO2Cl2·4NH3 là bột vô định hình màu đỏ cam đậm hay UO2Cl2·6NH3 là tinh thể màu lục.
UO2Cl2 còn tạo một số hợp chất với N2H4, như UO2Cl2·4N2H4 là chất rắn màu vàng lục.
UO2Cl2 còn tạo một số hợp chất với CO(NH2)2, như UO2Cl2·2CO(NH2)2·H2O là tinh thể màu lục nhạt-vàng, UO2Cl2·3CO(NH2)2·H2O là tinh thể màu vàng hay UO2Cl2·4CO(NH2)2 là tinh thể màu lục nhạt-vàng.
UO2Cl2 còn tạo một số hợp chất với CON3H5, như UO2Cl2·3CON3H5 là tinh thể vàng nhạt, phân hủy ở 215 °C (419 °F; 488 K).
UO2Cl2 còn tạo một số hợp chất với CON4H6, như UO2Cl2·2CON4H6·nH2O là tinh thể vàng, nóng chảy ở 306 °C (583 °F; 579 K).
UO2Cl2 còn tạo một số hợp chất với CS(NH2)2, như UO2Cl2·2CS(NH2)2 là tinh thể màu vàng sáng.
UO2Cl2 còn tạo một số hợp chất với CSN4H6, như UO2Cl2·2CSN4H6 là tinh thể vàng, nóng chảy ở 318 °C (604 °F; 591 K).